# قانون القدس
قانون القدس أو بعنوانه الرسمي: «قانون أساس: أورشليم القدس عاصمة إسرائيل» هو قانون سنه الكنيست الإسرائيلي (البرلمان الإسرائيلي) في 30 يوليو( تموز) 1980. جعل هذا القانون الإعلانات الحكومية الإسرائيلية عن مكانة القدس كعاصمة إسرائيل وضم شرقي القدس إلى إسرائيل قانونا أساسيا، أي مبدأ دستوريا. لم تكن لهذا القانون تداعيات عملية في القدس نفسها، إذ ليس فيه تعليمات لتغيير الحالة القائمة في القدس منذ يونيو (حزيران) 1967، ولكنه أدى إلى قرار قاص ضد إسرائيل في مجلس الأمن التابعة للأمم التحدة وإلى نقل بعض السفارات الأجنبية لدى إسرائيل والتي كانت موجودة في القدس إلى تل أبيب أو مدن إسرائيلية أخرى احتجاجا على القانون.

## خلفية تاريخية

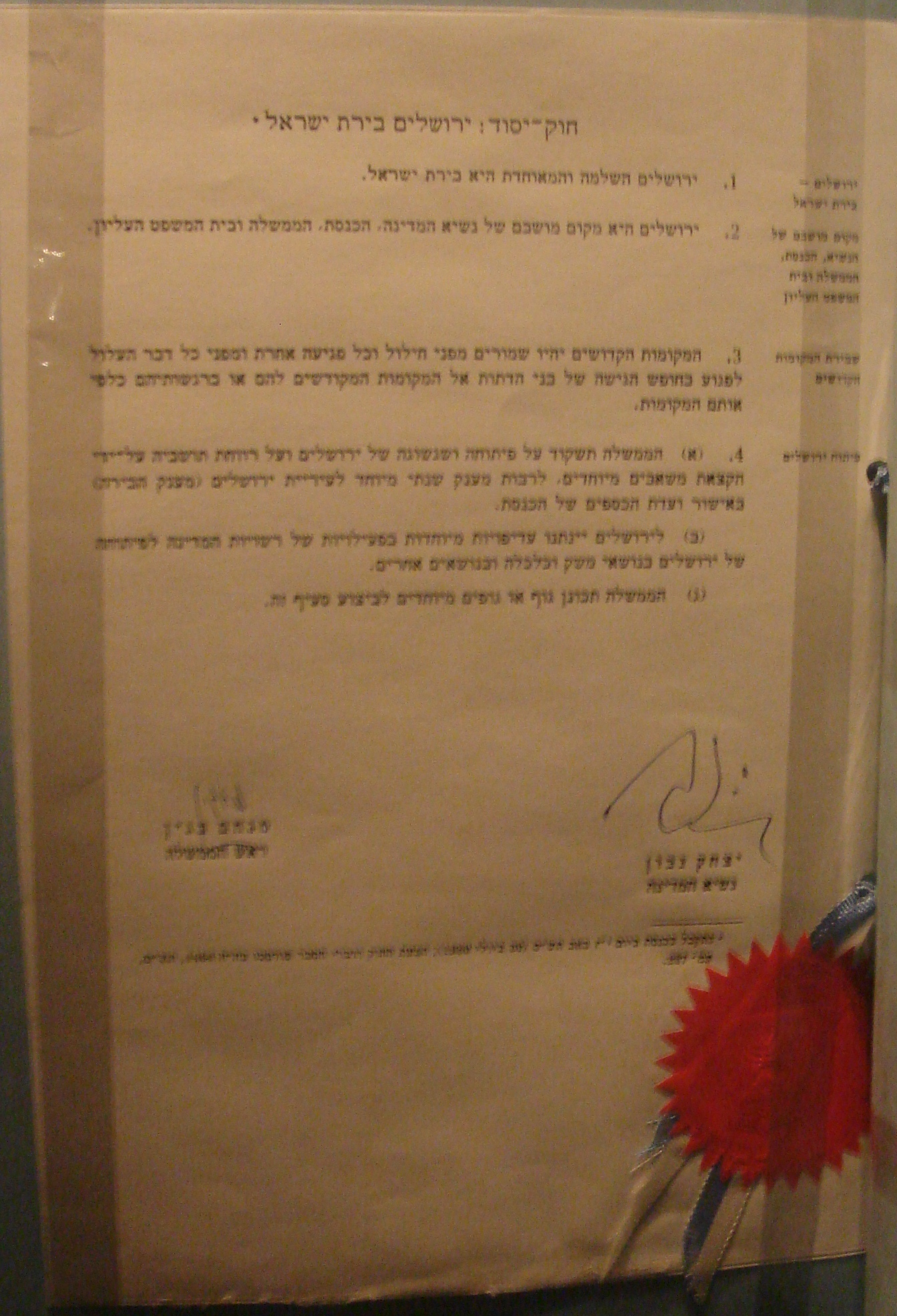
"قانون أساس: أورشليم القدس عاصمة إسرائيل"

في نهاية حرب 1948 كان مدينة القدس مقسمة بين الأردن وإسرائيل حيث مر الخط الأخضر (خط الهدنة) في قلب المدينة. في 17 يوليو (تموز) 1948 أعلنت إسرائيل القسم من مدينة القدس الذي بقي في أياديها جزءا من أراضي الدولة، وبهذا رفضت نهائيا مطالبة الأمم المتحدة بجعل منطقة القدس وبيت لحم منطقة دولية. في ذلك الحين كانت مدينة تل أبيب عاصمة مؤقتة للدولة. في نهاية 1949 أعلن الأردن عن ضم الضفة الغربية وبما في ذلك القسم الشرقي من مدينة القدس إلى أراضيها بينما ناقشت الأمم المتحدة من جديد إمكانية تدويل القدس. في 13 ديسمبر (كانون الأول) 1949 قدم رئيس الوزراء الإسرائيلي دافيد بن غوريون طلبا رسميا للكنيست الإسرائيلي لعقد جلساته في القدس، وبعد إقرار الطلب انتقل البرلمان الإسرائيلي إلى القدس. أما السفارات الأجنبية لدى إسرائيل فبقيت في تل أبيب حيث رفض معظم الدول الاعتراف بالقدس كعاصمة لإسرائيل. نشأت بعض الدول قنصليات في القدس للاعتناء بمصالحها في المدينة ولكن جميعها خضعت مباشرة لحكوماتها وليست للسفارات في تل أبيب أو في عمّان. في جميع القوانين التي نسها الكنيست الإسرائيلي أشير إلى القدس كمقر الرئاسة، المحكمة العليا وغيرها من المؤسسات الرسمية. كانت المؤسستين الرسميتين الواحدتين اللتين بقيتا في تل أبيب هما وزارة الدفاع ومقر الجيش.
في نوفمبر 1949 طرح مناحيم بيغن الذي كان آنذاك نائبا في الكنيست الإسرائيلي مشروع قانون لإعلان القدس عاصمة لإسرائيل رسميا، حيث اقترح إعلان القدس بالحدود التي رسمها سلطات الانتداب البريطاني (بما في ذلك القسم الخاضع للسيطرة الإردنية) كعاصمة الدولة الدائمة ونقل المؤسسات الرسمية إلى غربي المدينة. رفض الكنيست هذا المشروع واكتفت بنقل مقره إلى القدس دون سن قانون بهذا الشأن.
احتل الجيش الإسرائيلي القسم الشرقي لمدينة القدس من الأردن خلال حرب 1967، وبعد الحرب أصدرت الحكومة الإسرائيلية أمرا يفرض القانون والقضاء الإسرائيليين على مساحة 70 كم مربعا تشمل أراضي البلدية الأردنية وبعض القرى المجاورة للقدس. ضمت الحكومة الإسرائيلية هذه الأراضي إلى بلدية أورشليم القدس الإسرائيلية.
في أواخر السبعينات أخذت بعض الدول تنقل سفارتها لدى إسرائيل إلى غربي القدس دون اعتراف رسمي بالقدس أو بجزء منها كعاصمة لإسرائيل. وفي 1980 كانت في القدس 13 سفارة تابعة للدول التالية: هولندا، بوليفيا، تشيلي، كولومبيا، كوستا ريكا، جمهورية الدومنيكان، إلسلفادور، إكوادور، غواتيمالا، هايتي، باناما، الأوروغواي وفنزويلا. أما القنصليات الأجنبية التي كانت موجودة في القدس من قبل، مثل القنصليات الأمريكية، البريطانية واليونانية، فما زالت مستقلة من السفارات في تل أبيب.

## القانون
في 1980 طرحت عضوة الكنيست غيئولا كوهن من حزب هتحياه اليميني مشروع قانون القدس، واقترحت فيه إعلان القدس بالحدود التي رسمتها الحكومة الإسرائيلية في أمرها من يونيو 1967 عاصمة إسرائيل رسميا وفرض حظر على تقسيم المدينة أو تغيير حدودها. أما صيغة القانون النهائية فاختلفت عما اقترحته غيئولا كوهين، وبالفعل لا تنص على تغيير الحالة القائمة في القدس منذ 1967، ولكنها تجعل فكرة القدس كالعاصمة الإسرائيلية مبدأ دستوريا في جهاز القانون الإسرائيلي.

### مضمون القانون
1. أورشليم القدس الكاملة الموحدة هي عاصمة إسرائيل.
2. القدس هي مقر الرئاسة، الكنيست، الحكومة والمحكمة العليا.
3. تحمى الأماكن المقدسة في القدس من أية محاولة لانتهاكها أو منع الوصول الحر إليها.
4. تتمتع القدس بأولوية في مشاريع الحكومة التطويرية.
5. تمنح الحكومة لبلدية أورشليم القدس ميزانية سنوية خاصة لتطوير المدينة.

في 2001 أضاف الكنيست بندا للقانون يقول إن حدود مدينة القدس هي الحدود الواردة في الأمر الحكومي من يونيو 1967 وإنه من الممنوع نقل صلاحيات السلطات الإسرائيلية في القدس لأي عنصر سياسي أجنبي.

## ردود الفعل على القانون
رفض مجلس الأمن التابعة للأمم المتحدة قانون القدس الإسرائيلي في قرار رقم 478 من 20 أغسطس (آب) 1980 حيث قال إن تطبيقه يعتبر خرقا للقانون الدولي. كذلك أعلن مجلس الأمن قانون القدس باطلا من الناحية الدولية ودعت إسرائيل إلى إلغائه من جانبه. أخيرا دعا مجلس الأمن الدول التي أنشأت سفاراتها لدى إسرائيل في القدس إلى إخراج السفارات من المدينة.
نتيجة قرار مجلس الأمن نقل جميع الدول سفاراتها خارج مدينة القدس. نقلت بوليفيا وبارغواي سفارتيهما إلى ميفاسيرت تسيون المجاورة للقدس من الغرب، والباقي إلى تل أبيب أو المدن المجاورة لها. في 1984 أعادت كوستا ريكا وألسلفادور سفارتيهما إلى القدس، ولكنهما نقلتاهما ثانية إلى تل أبيب في 2006.
في 1995 أصدر الكونغرس الأمريكي قانونًا يعترف بالقدس كعاصمة لإسرائيل، ويدعو الرئيس الأمريكي إلى نقل السفارة الأمريكية لدى إسرائيل إلى القدس، ولكن هذا القانون يسمح للرئيس الأمريكي بتأجيل تطبيقه كل 6 أشهر، وهذا ما لم يفعله الرؤساء الأمريكان منذ 1995 إلى ديسمبر 2017.

## اعتراف الولايات المتحدة بالقدس عاصمة لإسرائيل
في 6 ديسمبر 2017، اعترفت إدارة الرئيس دونالد ترامب رسميًّا بالقدس عاصمة لإسرائيل. وأضاف ترامب أنّ وزارة الخارجية الأمريكية ستبدأ عملية بناء سفارة أمريكية جديدة في القدس.